# Парусный спорт

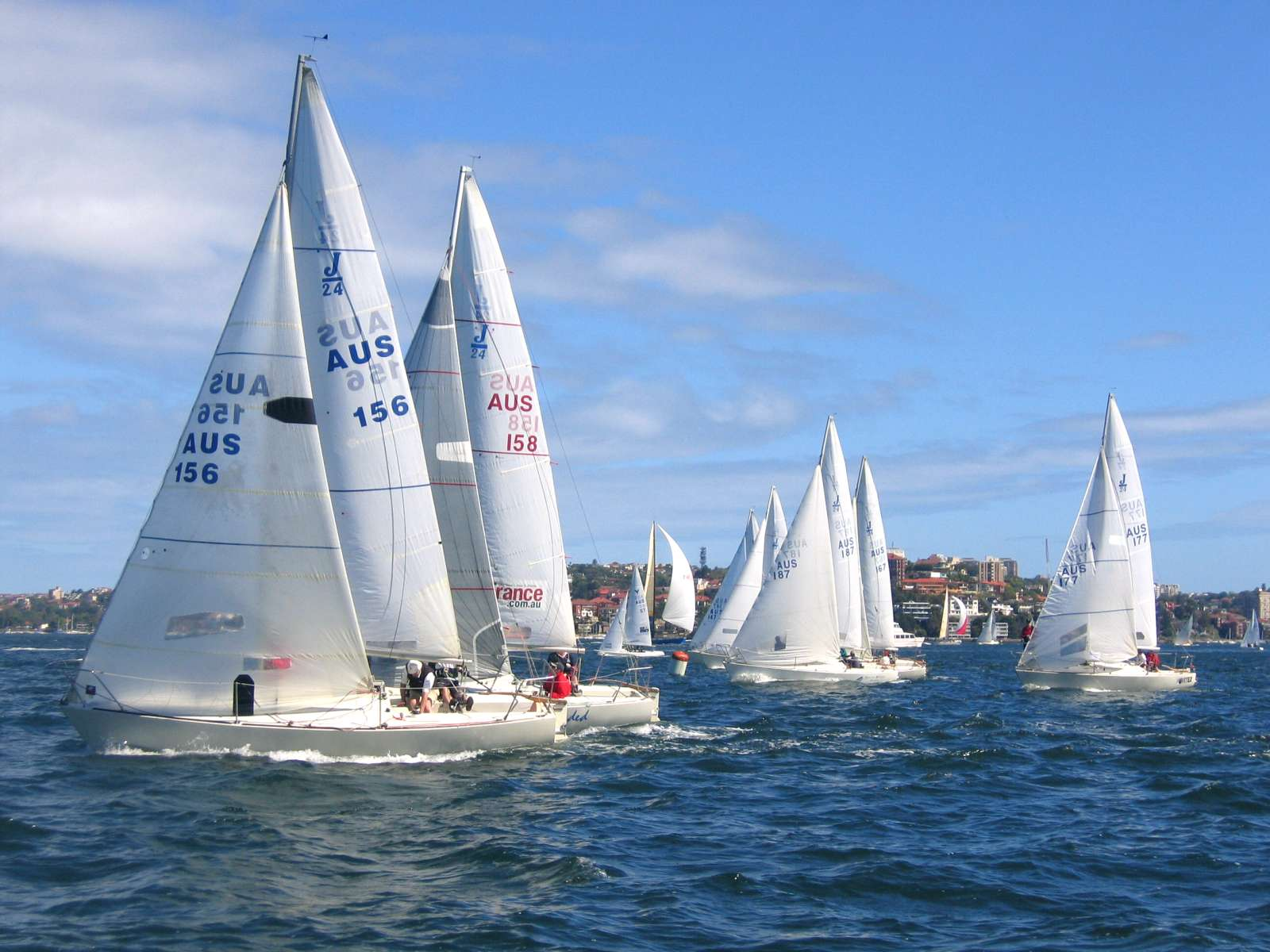
Регата — один из видов соревнований по парусному спорту

Па́русный спорт (я́хтинг, се́йлинг) — активный вид водного спорта, в котором спортсмены соревнуются, используя парусное снаряжение, установленное, главным образом, на яхтах. Наибольшее развитие парусный спорт получил в тех странах, где данным видом спорта было удобно заниматься, исходя из географического положения.
Зародился яхтинг в Нидерландах в XVI веке; само слово «яхта» (нидерл. jacht) впервые отмечено с середины XVII века.

## Характеристика парусного спорта
Парусный спорт — это изначально водный вид спорта, где соревнования проводятся на судах или спортивных снарядах (например — досках), которые двигаются силой ветра. Такие суда называют яхтами. Но парусным спортом сейчас можно заниматься не только летом на воде, но и зимой на льду. Зимой парусные соревнования проводят на снарядах, поставленных на коньки или лыжи. Такие ледовые яхты называют буерами. На суше проходят соревнования колёсных, пляжных (песчаных) яхт.
Конструкция яхт и аэродинамическая форма парусов, конструкция парусного вооружения дают возможность яхтам двигаться не только в направлении ветра, но и под углом к нему. Современные яхты позволяют идти под острым углом к направлению ветра. Благодаря этому, меняя галсы (делая повороты), яхта как бы лесенкой (в лавировку) может продвигаться и против ветра.

### Формат соревнований
Соревнование по парусному спорту может являться одной гонкой или состоять из серии гонок (регата). Гонки проводятся на скорость — кто быстрее из яхт пройдет установленную дистанцию. Старт яхтам в одной стартовой группе дается всем одновременно. Стартовая группа формируется из яхт с близкими гоночными характеристиками (либо одинаковых — одного класса). В настоящее время правила парусных соревнований предусматривают старт с хода. Яхты могут маневрировать, как хотят, но до момента старта они не должны пересекать стартовую линию (линию между стартовым буем и судейским судном). В большинстве стартовых процедур это считается фальшстартом, в некоторых стартовых процедурах это может означать, что яхта выбывает из гонки. После сигнала «Старт открыт» яхты могут пересекать стартовую линию и двигаться по дистанции к финишу. Процедура старта и дистанция оговаривается Гоночным комитетом в гоночной инструкции.
Дистанция представляет собой несколько знаков (буев), которые надо пройти в определённой последовательности, обойдя каждый буй с определённой стороны, как это укажут организаторы соревнования. Побеждает тот, кто пройдет все буи в правильной последовательности и с правильной стороны и быстрее других придет к финишной линии. Для соревнований яхт с разными скоростными характеристиками иногда вводится гандикап — набор индивидуальных коэффициентов яхты и формула, по которой пересчитывают время, за которое яхта прошла дистанцию. В соревнованиях с гандикапом место яхты в гонке определяется исправленным временем.
По окончании гонки, в соответствии с занятым местом, яхта получает определённое количество очков. По окончании регаты очки, набранные в гонках, суммируются. Может быть предусмотрен выброс худшего результата.
По состоянию на 2022 год в России парусные соревнования проводятся согласно Правилам парусных гонок 2021—2024.

### Особенности парусной гонки
Суть парусных гонок состоит не только в технике управления яхтой на поддержание максимальной скорости, но и в том, что для яхты не всегда прямой путь от одного буя к другому самый быстрый (а для направления на следующий знак против ветра (верхний знак) это вообще невозможно), на дистанции могут быть разные течения, скорость и направление ветра в разное время и на различных участках дистанции. Кроме того, скорость яхты меняется в зависимости от того, под каким углом она идёт к направлению ветра. Поэтому это не просто соревнования на скорость, но на умение видеть, предвидеть и правильно использовать течения и изменения направления и силы ветра на дистанции, а также — оптимально проложить курс, чтобы удлинение дистанции за счет непрямого пути от знака к знаку можно было с лихвой компенсировать более быстрым ходом яхты за счет другого угла яхты к ветру; либо, при движении к верхнему знаку, используя заходы (изменения направления ветра), двигаться более коротким путем, быстрее выходя на ветер.

### Первые соревнования
Считается, что первые парусные гонки были организованы между английскими судами — «чайными клиперами». Чай тогда возили из Индии в Англию. Тот корабль, который раньше всех приходил в Англию, мог дороже всех продать привезённый чай (см. «чайные гонки»).
Первая парусная гонка в Российской Империи состоялась 8 июля 1847 г. в Финском заливе, в нескольких милях к западу от Толбухина маяка. Участвовали в ней — три двухмачтовые шхуны, крупнейшей из которых была 257-тонная царская яхта «Королева Виктория», и четыре гафельных тендера, наименьшим из которых был 51-тонный «Ученик». Гонку и приз «Серебряная ваза» выиграл тендер «Варяг».

### Классификация спортивных яхт
Яхты, участвующие в соревнованиях, подразделяются на классы. Это могут быть монотипы (яхты с практически идентичными корпусами и вооружением, чье соответствие классу определяется обмером), и свободные, формульные классы (где соответствие классу определяется обмером с последующим расчетом по формуле с присвоением гоночного балла и коэффициентов для определения исправленного времени). Яхты, гоночный балл которых рассчитывается, гоняются по гандикапу.
Примеры широко распространённых в мире монотипов классы Лазер, Дракон, Звездный, Финн, J-24 (бывшие олимпийские классы, за исключением J-24). Примеры формульных классов — отечественная «Л» формула предусматривала классы килевых яхт Л-30, Л-45, Л-60, Л-100, после Великой Отечественной войны Л-4, Л-6; «Т» формула предусматривала классы крейсерских швертботов Т-2 и Т-3, «М» — гоночных швертботов, «Р» — речных гоночных швертботов. В настоящий момент в гоночном состоянии из этих классов остались только яхты класса Л-6. Международные классы R принимали участие в Олимпийских играх, в классах J, позже в R −12 разыгрывался «Кубок Америки». Международная формула IOR предусматривала строительство яхт «тонных» классов, мини-, четверть-, полу-,одно- и двухтонники. Широко известные микро- строятся в соответствии с правилами класса, а не по формуле IOR. Наибольшее распространение из «тонных» классов получили четвертьтонники, в четвертьтонном классе (1/4т IOR) и в настоящее время проводится множество соревнований.
В настоящее время большинство соревнований по гандикапу проводится среди яхт обмеренных по формуле ORC.

### Соревнования по парусному спорту в мире
В парусном спорте в России официальные парусные соревнования проходят на уровне города, региона, России. По результатам отбора яхтсмены попадают на международные соревнования.
Престижные соревнования это чемпионаты мира, олимпийские соревнования, кругосветные гонки на макси-яхтах (в настоящее время VOR), гонки Фастнетстская, Сидней-Хобарт и другие.
Одними из самых престижных соревнований по парусному спорту среди больших яхт считаются соревнования «Кубок Америки». На этих соревнованиях соревнуются технологии, крупные синдикаты, а победитель Кубка определяет класс яхт на следующий цикл Кубка. В результате научных, технических и технологических изысканий в ходе гонок на Кубок Америки появилось много новых технологий и материалов, которые теперь успешно используются в аэрокосмической и других отраслях промышленности.
В олимпийской программе соревнования по парусному спорту впервые появились на летних Олимпийских играх 1900 в Париже и с тех пор включались в программу каждых последующих Игр.
Соревнования проходят в нескольких классах яхт. Есть соревнования среди женщин, среди мужчин и в смешанных экипажах.
Всего в парусном спорте на Олимпийских Играх на 2017 год разыгрываются 10 комплектов наград.
Первую золотую медаль Олимпийских игр в парусном спорте для СССР принес в 1960 году экипаж Тимира Пинегина и Федора Шуткова в технически сложном классе яхт Звёздный.
Российские и советские победители и призёры Олимпийских Игр (рулевые): Эспер Белосельский-Белозерский, Иосиф Шомакер, Тимир Пинегин, Александр Чучелов, Валентин Манкин, Борис Будников, Виктор Потапов, Андрей Балашов, Тыну Тынисте, Лариса Москаленко, Георгий Шайдуко, Стефания Елфутина.

### Парусный спорт в России
Возникновение парусного спорта В России в первую очередь связано с Петром Первым. «Для увесиления народа, наипаче же для лучшего обучения и искусства по водам и смелости в плавание» Петр 1 в 1713 году учреждает в Петербурге «Потомственный Невский флот». Он стал прообразом всех современных яхт- клубов, как отечественный, так и зарубежных. Это было обусловлено нехваткой хорошо обученных матросов и офицеров для молодого русского флота. Для подготовки моряков Петр 1 использовал малые суда. Завершилась организация Невского флота в 1718 году, когда по указу Петра различным лицам и Государственным учреждениям были созданы гребные лодки- верейки, парусные яхты и буера с одним лишь условием — содержать их в порядке.
После смерти Петра 1 эта организация распалась. Заветы Петра о развитии и укреплении флота быстро забыли и невские суда гнили и разваливались на подворьях их владельцев.
По настоящему первый официальный яхт-клуб был основан в 1846 году. Императорский Санкт-Петербургский яхт-клуб состоял только из дворян. Среди почётных членов-учредителей Императорского яхт-клуба были известные русские мореплаватели, флотоводцы и первооткрыватели. Такие как адмиралы Ф. Ф. Беллинсгаузен и М. П. Лазарев, вице-адмирал Ф. П. Литке, адмиралы П. С. Нахимов и В. А. Корнилов.
Первая в истории русского парусного спорта гонка яхт, была проведена 8 июля 1847 года. Эта гонка проходила в Финском заливе у Толобухина маяка по английским правилам тех лет, по ромбовидной дистанции. Принимали участие семь яхт: 3 шхуны, 4 тендера.
- 1847 год — первая гонка по треугольной дистанции
- 1852 год — первая в России русских и английских яхтсменов (победа англичан)
- 1851—1853 года — плавание командора яхт-клуба Лобанова-Ростовского в Южную Америку на шхуне «Рогнеда»
- 1858 год — организация кружка «Моряк на все руки»
- 1859 год — на базе «Моряк на все руки» создана спортивная организация любителей гребного и парусного спорта «Клуб невских ботиков», после утверждения в Морском министерстве получает название «Санкт-Петербургский Речной яхт-клуб»
- 1865 год — яхт клуб насчитывает 200 членов и имеет спортивный флот более 80 гребных и парусных судов
- 1864 год — создание шлюпочной мастерской (постройка от гребных ботиков до многотонных яхт)
- 1874 год — первые в Петербурге Мореходные классы (обучение было бесплатным)
- 1875 год — постройка первого в России буера «Метель», положившего началу развития буерного спорта в стране
- 1873 год — первое в истории русского парусного спорта периодическое печатное издание «Памятный листок Санкт-Петербургского Речного яхт-клуба»
- 1877 год — еженедельный журнал «Яхта»
- 1877 год — выходит из печати «Сигнальная книжка Санкт-Петербургского Речного яхт-клуба» и руководство по парусному спорту «Моряк любитель» автор (Вандердекен)
- к 1880 годам появляются яхт-клубы в других речных и приморских городах России и к 1890 годах в стране насчитывается 68 клубов и обществ
- 1897 год — «Первый Всероссийский съезд любителей и деятелей яхтенного и вообще водного спорта»
- март 1912 года — создан Российский парусный гоночный союз (РПГС), организаторы и первые члены — шесть петербургских яхт-клуба
- 7 апреля 1912 года — РПГС принят в члены Международного союза парусных соревнований (ИЯРУ), получив право на участие в олимпийских гонках в Стокгольме

### Парусный спорт в СССР
Октябрьская революция остановила развитие яхтенного спорта в России, так как большая часть яхтенного флота оказалась со своими владельцами в эмиграции, а оставшаяся часть, без надлежащего ухода погибало и нуждалось в капитальном ремонте. В 1920 годах энтузиасты любители принялись за восстановление парусного флота и хозяйства яхт-клубов. Парусный спорт Советского союза получил в наследство относительно небольшое количество яхт, различных по размерам, классам и типам вооружений.
- конец 1920-х до 1950-х годов — из-за недостатка судов проводятся гонки с пересадкой рулевых (первые гонки были проведены в России в 1903 году)
- 1924 год — первая попытка провести гонки на первенство СССР на военно-морских шестивесельных ялах
- 1928 год — первая Всесоюзная спартакиада, победители: килевые яхты — А. К. Барсевич (Кронштад); швертботы — Н. А. Мясников (Самара)
- 1936 год — создание Всесоюзной парусной секции
- 1936—1938 года — проведение двух первенств СССР по парусному спорту
- к 1940 году парусным спортом в СССР занимаются уже тысячи спортсменов. Состав флота включает яхты Л-45, Л-60, Л-100, швертботы М-20, Р-20, Р-30, Ш-10. Все суда построены в Ленинграде, Горьком, Куйбышеве. Действуют яхт клубы в Ленинграде, Одессе, Николаеве, Москве, Саратове, Перми, Куйбышеве. Яхт-клубы ВМФ в Кронштадте и Севастополе.

Огромную помощь во время Великой Отечественной войны оказали осажденному Ленинграду яхтсмены-буеристы. Они участвовали в создании Дороги жизни на Ладожском озере и организации дозорной и сигнально-наблюдательной службы с постами на льду Финского залива.
После войны парусный спорт СССР получил стремительное развитие, включились в активную работу яхт-клубы Прибалтики.
- после 1945 года гонки на первенство СССР проводятся ежегодно
- 1952 год — советские яхтсмены впервые выходят на международную арену, приняв участие в Играх 15 Олимпиады в Хельсинки
- 1960 год — золотые медали в классе «Звездный» (рулевой Т. Пинегин, шкотовый Ф. Шутков), серебряная медаль в классе «Финн» (рулевой А.Чучелов), зачётное 6 место в классе «Летучий голландец» (рулево А. Шелковников) на Играх 17 Олимпиады в Риме в Неополитанском заливе
- 18 Олимпиада — 5-е места
- 19 Олимпиада — золотая медаль класс «Финн»
- 20 Олимпиада — золотая медаль класс «Темпест»
- 21 Олимпиада — 2 серебряные, 2 четвёртых места, 1 пятое место
- 22 Олимпиада — золотая и серебряные медали
- 1973 год — В. Манкин становится чемпионом Европы и мира по классу «Финн»[значимость факта?]
- 1984 год — регата в Канне первые места в классе "Летучий голландец " и «Финн»[значимость факта?]

### Парусный спорт за рубежом
Парусный спорт возник в странах с развитым мореплаванием — Голландии и Англии. Согласно данным известного в дореволюционной России яхтсмена Г. В. Эша, автора популярного «Руководства для любителей парусного спорта» 1895 г., рождение парусного спорта за рубежом можно датировать 1662 г. В этом году в английском городе Вульвиче состоялись первые в мире официальные гонки между яхтой короля Карла 2 и голландской шхуной.
- 1720 год — г. Корк, Ирландия, учрежден Водный клуб гавани Корка
- 1810 год — г. Коус, Англия, «Яхт- клуб»
- 1830 год — яхтенный флот Англии вырастает до пятисот вымпелов. Парусный спорт в Англии становится национальным.
- 1833 год — все яхт-клубы Англии стали называть «Королевскими эскадрами яхт»
- 1875 год — все английские яхт клубы объединились в Королевскую парусную ассоциацию.

Первый яхт-клуб США появился в 1844 г. в Нью-Йорке. Первый шведский яхт-клуб был создан в 1832 г. в Стокгольме. Яхт-клуб в Берлине — 1835 год. Гоночное общество в Гавре — 1838 год. Уже к концу XIX века в Европе насчитывалось более двухсот яхт-клубов.
Первая официальная встреча яхтсменов Англии и США состоялась в 1851 году. Эта встреча положила начало «Кубку Америка» с 1857 года. Кубок стал переходящим для участников межконтинентальных гонок и проводится по настоящее время в 12-ти метровом классе.
Парусный спорт вошёл в программу Олимпийский игр в 1900 году, а в 1907 году начал свою деятельность Международный союз парусных соревнований (ИЯРУ).

### Яхтинг
Помимо непосредственно парусного спорта, есть ещё более широкое понятие — яхтинг, которое можно охарактеризовать как парусный туризм, так как в большинстве случаев это уже не несёт непосредственно соревновательной составляющей, а больше относится к досугу.
Яхтинг подразумевает широкий комплекс действий: выбор судна (его приобретение в собственность или в аренду), определение яхтенного направления и маршрута следования, досуг связанный с яхтой (купание в море, дайвинг, катание на водных лыжах, рыбалка и др.), желательное, но не обязательное владение навыками управления судном. В туристических целях возможно занятие яхтингом в качестве члена экипажа или арендатора судна.
Существует большой перечень яхтенных направлений, каждое из которых характеризуется своими нюансами, например, климатическими особенностями, достопримечательностями, маршрутами следования, количеством марин и др.
Яхтинг возможен на всех видах яхт: парусных, моторных, гулетах, парусно-моторных катамаранах.
По месту проведения яхтинг условно можно разделить на:
- морской,
- океанский,
- озёрный[15] и
- речной.

Людей, в той или иной степени занимающихся яхтингом, называют яхтсменами. В отличие от многих других видов, в парусном спорте не так сильно выражена зависимость от природных данных спортсмена. И зависимость от веса и роста не сильная, и при этом всегда можно выбрать подходящий для себя (под рост и вес) класс яхт. По степени квалификации яхтсменов яхтинг можно разделить на профессиональный и любительский. Профессиональным яхтингом занимаются яхтсмены, имеющие определённый уровень квалификации, подтвержденной сертификатами — или же опытом участия в различных яхтенных соревнованиях, регатах. Повсеместно котируются английские сертификаты Королевской Яхтенной Ассоциации (Royal Yachting Association, RYA), или сертификаты Международной Яхтенной Ассоциации (International Yacht Training, IYT). В Европе официальным документом, который могут попросить продемонстрировать некоторые чартерные компании, является ICC (International Certificate of Competence). Российские сертификаты (даже удостоверения яхтенного капитана) пока что не имеют международной юридической силы. Ближайшая к Российским границам международно признанная школа яхтинга находится в Турции, в Мармарисе.
Любительский яхтинг (в отличие от профессионального) подразумевает минимальный опыт хождения на яхтах; цель любительского яхтинга — проведение досуга или туризм.
В крейсерских видах (в том числе и одиночных кругосветных гонках) женщины выступают наравне с мужчинами.

## Боевые действия на буерах в СССР
В XX веке буера использовались в ходе военных действий 1941—1944 годов на Ладоге и Балтике с большим успехом. Именно на них до прокладки автомобильной трассы осуществлялось снабжение блокадного Ленинграда и эвакуация его жителей, а впоследствии они активно использовались при обслуживании Дороги жизни. Руководили боевым применением буеров мастера спорта И. П. Матвеев и Ермаков Н. М.

## Периодические издания по парусному спорту
- Катера и яхты;
- «Тарпон», ежемесячный журнал[21];
- Yacht Russia, ежемесячный журнал[22];
- Yachting, выходит 6 раз в год[23].

## Из истории яхт-клубов

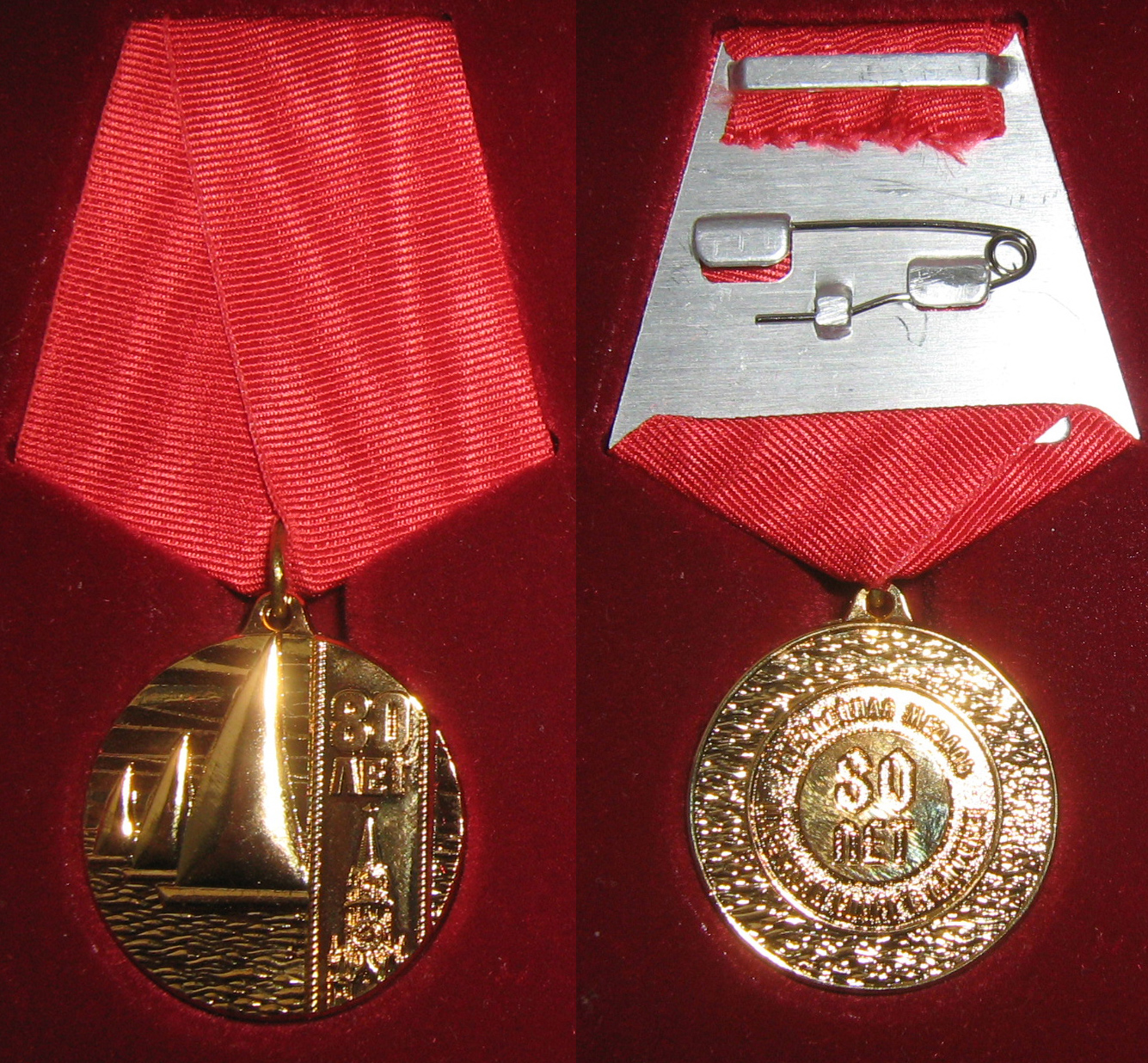
Юбилейная медаль Московской федерации парусного спорта «80 лет парусного спорта в г. Москве». 2017 год

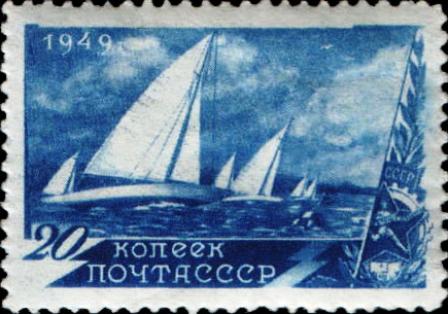
Почтовая марка, 1949 год. Серия «Спорт в СССР» (I выпуск года): Парусный спорт

- Почтовая марка, 1949 год. Серия «Спорт в СССР» (I выпуск года): Парусный спортВ 1718 г. в С.-Петербурге был учреждён Невский флот, представлявший собой прообраз будущего яхт-клуба[24].
- В 1720 году в Ирландии был основан Коркский Королевский Яхт-клуб (Cork Harbour Water Club, Royal Cork Yacht Club). Он считается первым в истории яхт-клубом по самоназванию. С течением времени яхт-клубы распространились по территории всей Европы.
- Лондонский Яхт-клуб («The Yacht Club») основан в конце 1813 года.
- В 1830 году основана была Шведская Королевская Яхтенная Лига (Kungliga Svenska Segelsällskabet, KSSS). В том же году в Англии создана Королевская Яхтенная Эскадра (Royal Yacht Squadron).
- В 1851 году основан Американский Яхт-клуб в Нью-Йорке. Уже на протяжении полутора веков Нью-йоркский яхт-клуб проводит ежегодную регату «Кубок Америки».
- 1 июля 1868 года, по инициативе британского «Royal Victoria Yacht Club», был созван международный конгресс для выработки фундаментальных норм яхтенных гонок.
- В ноябре 1875 году в Великобритании основана Яхтенная Гоночная Ассоциация (The Yacht Racing Association).
- В 1876 году в Барселоне основан Королевский Яхт-клуб Real Club Náutico de Barcelona (RCNB) — старейший яхт-клуб Испании.
- В 1886 году в хорватском городе Опатия был основан первый яхт-клуб Адриатики.

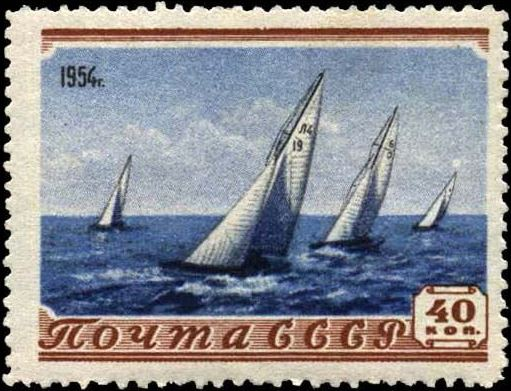
Почтовая марка, 1954 год

- Почтовая марка, 1954 годПервый Международный союз парусного спорта был основан в 1907 году: с 1996 года он изменил своё название на Международную федерацию парусного спорта. Уже к 1998 году данная организация объединяла около 115 национальных федераций.
- Разработанная в 1911 году яхта «Звёздный» участвовала в Олимпиадах с 1932 по 2012 год.
- В 1953 году Яхтенная Гоночная Ассоциация (YRA) была преобразована в Королевскую Яхтенную Ассоциацию (Royal Yachting Association, RYA).
- 28 июля 1991 года в Балтийском море впервые была проведена Ганзейская яхтенная регата (базируется на акваторию Ростока). Названа в честь средневековой торговой конфедерации Ганзы.